# Гинзберг, Александр Семёнович
Алекса́ндр Семёнович Ги́нзберг (1870, Полоцк — 1937) — российский и советский химик, фармаколог и педагог, профессор Санкт-Петербургского женского медицинского института.

## Путь в науке
Александр Семёнович Гинзберг родился в 1870 году в Вильне.
Успешно окончил Императорский Варшавский университет.
В 1897 году защитил при Военно-медицинской академии диссертацию на степень магистра фармации: «О продуктах перехода пинена в ряд моноциклических соединений и о реакции Собреро».
В 1897 году работал у профессора Ненцкого в Институте экспериментальной медицины, в 1898 году летом в Сельскохозяйственной химической лаборатории министерства земледелия, а с сентября 1898 году приглашён на кафедру фармацевтической химии и фармакогнозии в Женском медицинском институте.
С того же времени Александр Семёнович Гинзберг состоял приват-доцентом Военно-медицинской академии.
Кроме диссертации и нескольких экспериментальных работ по органической химии, напечатал: «Краткий очерк основ стереохимии», «Терпены и их производные».
В Энциклопедическом словаре Брокгауза и Ефрона им написаны статьи: Слизи растительные и камеди, Смолы и бальзамы, Терпены и многие другие.
22 октября 1919 года был основан Петроградский государственный химико-фармацевтический институт (ныне Санкт-Петербургский государственный химико-фармацевтический университет), первым директором которого стал А. С. Гинзберг. С 1919 по 1922 годы — заведующий кафедрой фармакогнозии этого института, в 1933—1934 годах — заведующий кафедрой фармакогнозии фармацевтического отделения Первого медицинского факультета Ленинградского университета.
Вёл успешные исследования в области химии терпенов. Автор многочисленных обзорных работ, а также учебных пособий для высшей школы: по курсам фармакологии, фармацевтической химии, органической химии.
Александр Семёнович Гинзберг скончался в 1937 году в Ленинграде.